# Zeit des Wartens
Zeit des Wartens ist der Debütroman der italienischen Schriftstellerin Valeria Parrella. Mit diesem Buch schaffte sie den Durchbruch als Schriftstellerin in Italien. Das Werk erschien 2008 im italienischen Originaltitel Lo spazio bianco und 2009 in der deutschen Übersetzung von Anja Nattefort. Im Jahr 2009 wurde der Roman verfilmt.

## Inhalt und Struktur
Der Roman erzählt 40 Tage aus dem Leben der Mutter eines Frühgeborenen. Die erzählte Zeit ist das Warten der Ich-Erzählerin Maria auf die Nachricht, ob ihre Tochter Irene die Zeit im Brutkasten der Geburtenstation überleben wird. Maria befindet sich während dieser 40 Tage des Wartens in einem Zustand zwischen Hoffen und Bangen um Irene. In diesem Zustand rekapituliert sie ihr Leben. Das Warten auf das Überleben oder das Sterben ihrer Tochter legt die Zeit im Leben Marias still. Die Mutter muss neben Irene auszuharren – 40 Tage lang, elf Stunden täglich. Maria lebt plötzlich nicht mehr in ihrem Leben. Sie lebt außerhalb oder dazwischen, in einem Leerraum des Wartens.
Der Originaltitel umschreibt diesen Zwischenraum als einen „spazio bianco“, einen weißen Raum, der Intensivstation der Geburtenabteilung. Dieser Zwischenraum, der für Maria eine existentielle Feuerprobe darstellt, ist für die Erzählstruktur des Romans entscheidend, da somit Marias Leben und ihre Vergangenheit in den Focus der Betrachtungen hereingeholt wird. Die chronologische Zeitordnung scheint in Hinblick auf das Zeit-Gefüge der Erzählung außer Kraft gesetzt. Das handlungsarme Erzählen legt den Fokus auf die Darstellung des Innenlebens der Ich-Erzählerin, das durch Erinnerungssequenzen und Rückblenden in die Vergangenheit Marias, ihre Erfahrungen mit Männern und ihrer Familie unterbrochen wird: Man erfährt über den möglichen Vater Irenes, der jedoch unbenannt bleibt, ihre familiäre Sozialisation zwischen kommunistischem Vater und einer alles ertragenden, nahezu pietistischen Mutterfigur, ihre Studienzeit und ihren Lebensstil. Die 42-jährige Abendschullehrerin versucht, Migranten und LKW-Fahrern auf dem zweiten Bildungsweg in Neapel Dante und Manzoni näherzubringen. Das Warten ist ihre Sache nicht. Sie ist es gewohnt im raschen Fortschreiten der Tage und in losen Beziehungen zu leben, selbstbestimmt und unabhängig zu sein. Auch ihre Auseinandersetzung mit dem Lebenskonzepts des Unabhängig-Seins im Kontrast zum  Muttersein ist in die Gedankensequenzen der Ich-Erzählerin eingewoben. Dazwischen geschaltet ist die Darstellung des Verlaufs des psychischen Zustands Marias, der einem Stimmungsbarometer gleich die einzige chronologische Fährte in der Entfaltung der Handlung angibt: Ihr Psychohaushalt gerät zusehends aus den Fugen. Fast nebenbei scheint die Handlung der erzählten Zeit ihren Lauf zu nehmen und die 40 Tage ihres Wartens werden ebenso abrupt und beiläufig beendet wie sie begonnen haben: Eine SMS-Nachricht erlöst sie von ihrem Warten, als sie erfährt, dass ihre Tochter von selbst atmet.

## Themen

### Zufall – Lebenskrise
Die Begriffe warten und wissen bzw. nicht wissen durchziehen leitmotivisch den Roman. An ihnen können Interpretationsansätze festgemacht werden, die über zentrale Themen des Romans vermuten lassen. Die von der Icherzählerin gefühlte Ohnmacht gegenüber über den Dingen, die in ihrem Leben passieren, auf die sie keinen Einfluss mehr zu haben glaubt, öffnet nicht nur die Möglichkeit den Roman auf seinen Umgang mit Sinnfragenhin zu lesen, sondern den Einbruch des Nichtvorhergesehen, des Nicht-Gewollten in das Leben des scheinbar autonomen und selbstbestimmten Menschen erzählerisch zu fassen. Das Verhältnis der Figuren zu den Dingen ist für Maria aus einem Ursache-Wirkung-Paradigma herausgelöst und zu einer unerklärbaren Relation geworden. Dieser Relation bedient sich der Roman, um ein zentrales Sujet zu verdeutlichen: die Plötzlichkeit und Unbestimmbarkeit der existentiellen Erfahrungen im Gewahr-Werden einer Lebenskrise, die nichtgewollte Schwangerschaft.

### Mutterschaft – Frausein
Parrella versammelt in ihrem Erstlingswerk sowohl Aspekte des Frauenromans, als auch  feministische Ansätze, die aber zugleich verworfen werden. Die Ich-Erzählerin kann sich weder mit einem traditionalistischen noch mit einem feministischen Frauenbild identifizieren. Sie kann sich weder Mutter noch werdenden Mutter nennen. Im  Spannungsfeld zwischen traditionellem und individuellem Lebensentwurf steht das Thema Mutterschaft, das jedoch sehr unaufgeregt und ohne Sentimentalitäten die Ich-Erzählerin zum Nachdenken bringt.

### Individualismus – Verantwortung
Es sind aber auch Ansätze im Roman zu finden, die den Versuch der Darstellung eines Sittenbildes einer in  die Jahre gekommener Generation Post-68 in Italien vermuten lassen. Das Lebensumfeld einer unabhängigen berufstätigen Single-Frau Anfang 40 im links-urbanen Milieu Neapels des postmodernen und postfeministischen Italiens erweist sich als mitunter haltloser und undefinierbarer Abgesang auf eine Generation, die von Freiheit und Individualismus spricht, aber nicht mehr weiß warum. Die einzige Möglichkeit diesen Individualismus leben zu können, scheint im Durchdeklinieren von life-style – Maximen des Singlehaushalts zu bestehen. Die Themen Individualismus und Verantwortung kehren in der Frage der Ich-Erzählerin nach Vereinbarkeit beider zum Schluss des Romans wieder, wenn sie beginnt sich auf das Leben mit ihrer Tochter einzustellen.

## Rezeption und Kritik
Der Roman wurde sowohl in Italien als auch in Deutschland mit großem Interesse aufgenommen. Die Kritiken und Rezensionen sind überwiegend wohlwollend. Vor allem im deutschsprachigen Feuilleton ist Zeit des Wartens besonders positiv, wenn nicht gar euphorisch besprochen worden. Die Süddeutsche Zeitung sprach sogar von Parrella als „neues Erzähltalent Italiens“.

## Verfilmung
Francesca Comencini verfilmte 2009 den Roman unter dem gleichnamigen Original-Titel Lo spazio bianco. In der Hauptrolle ist Margherita Buy als Maria zu sehen. Lo spazio bianco lief im Wettbewerb der Internationalen Filmfestspiele von Venedig 2009.

## Ausgaben
- Lo spazio bianco. Einaudi, Turin 2008.
- Zeit des Wartens. Übersetzt von Anja Nattefort. Bertelsmann Verlag, München 2009.